# Better (企業)
株式会社better（ベター）は、東京都中央区に本社を置き、相続税ウェブサービスの開発・運営を行っている企業。
自社開発したWebサービス「better相続申告」は、専門家のサポートのもと、個人で相続税申告ができるサービスを提供している。

## 概要
2018年9月25日に、公認会計士・税理士及びリクルート出身のエンジニアを中心に設立。
2020年1月に、正式リリースしたWebサービス「better相続税申告」は自分で行う相続税申告を、税理士サポートのもとに完結させられるサービスである。2021年3月には、「better相続登記」を提供開始した。「better相続登記」は義務化が予定される相続不動産の名義変更を行えるWebサービスである。

## 沿革
2018年(平成30年)
- 9月 - 公認会計士・税理士及びリクルート出身のエンジニアを中心に設立。
- 10月 - グループ会社の税理士法人betterが設立。

2019年（平成31年）/（令和元年）
- 6月 - 日本生命の子会社で、投資事業を展開しているニッセイ・キャピタルのアクセラレーションプログラム「５０M」に2期生として採択され、500万円の資金調達。[3]

2020年（令和2年）
- 1月 - Webサービス「better相続申告」を正式リリース。ニッセイ・キャピタルよりシードラウンドで5,000万円の資金調達。[4]
- 8月 - 不動産買取マッチングサイト「インスペ買取」を運営するNon Brokers 株式会社と業務提携。[5]
- 9月 - 「better相続申告」の利用者が、緊急事態宣言の前後で約2倍に急拡大。[6]

2021年（令和3年）
- 2月 - AIチャットボット「AI相続先生」を発表。ならびに、運営する相続税申告ウェブサービス「better相続」の税務相談窓口開始。[7]
- 3月 - Webサービス「better相続登記」提供開始。 [8]
- 6月 - ニッセイ・キャピタル、AGキャピタル等から総額約1億円を資金調達。[9]
- 11月 - 永代供養墓のコンサルティングを展開する株式会社エータイと業務提携。[10]

## サービス

### better相続税申告
税理士に依頼すると非常に高額になる相続税申告書の作成を定額・低価格で、税理士サポートのもと完結させられるWebサービスである。 
相続税申告にあたり税理士が行う業務を、最新技術を用いたシステムに落とし込むことで、税務知識がまったくない状態でも簡単に相続税申告を行うことができるサービス。入力内容によって申告で必要になる必要資料が自動で選出されるほか、関連する情報の入力項目が最適化されるため、作業時間やミスが大幅に削減される。
このサービスは、相続税専門税理士法人である「税理士法人better」が監修している。

### better相続登記
司法書士に依頼すると高額な報酬がかかる相続不動産の名義変更を、定額・低価格で「自分で行う不動産登記」をサポートするWebサービスである。アナログな部分をなくし、専門的な表現や煩雑な入力項目を減らすことで、ユーザーや税理士の作業効率化、安心価格、相続問題の解決を後押している。

### 自分で相続大百科
知識ゼロから自分で相続手続きを行うために、サポートする情報メディアである。主な内容は相続税の専門性の高い記事と、「better相続申告」で相続申告をした体験談である。
記事の監修は、相続税専門の安東容杜(代表取締役)、大下宏樹(税理士法人betterの代表社員)などが担当している。